# Strada provinciale 134 Tunnel Schio Valdagno
La strada provinciale 134 Tunnel Schio Valdagno (SP 134) è una strada provinciale della provincia di Vicenza che collega Schio a Valdagno attraverso il traforo dello Zovo, tunnel stradale a pedaggio chiamato ufficialmente Schio Valdagno Pass.

## Tabella percorso
| Strada provinciale 134 Tunnel Schio Valdagno |                                                                   |      |       |
| Tipo                                         | Indicazione                                                       | ↓km↓ | ↑km↑! |
|                                              | Strada statale 46 del Pasubio Schio                               |      |       |
|                                              | Strada provinciale 45 Passo Zovo Schio                            |      |       |
|                                              | Galleria Castellon                                                |      |       |
|                                              | Monte Magrè                                                       |      |       |
|                                              | Barriera Tunnel Schio-Valdagno                                    |      |       |
|                                              | Schio Valdagno Pass                                               |      |       |
|                                              | DIR Valdagno Nord Recoaro Terme                                   |      |       |
|                                              | Ospedale di Valdagno                                              |      |       |
|                                              | Galleria Valle Miara                                              |      |       |
|                                              | Torrente Agno                                                     |      |       |
|                                              | Valdagno Sud Strada statale 246 di Recoaro Montecchio Maggiore A4 |      |       |

## Galleria Schio Valdagno Pass
Lo Schio Valdagno Pass è una galleria stradale, inaugurata nel 1999 e lunga 4.690 m, che permette il collegamento tra le città di Schio e Valdagno attraversando le Prealpi Venete.
L'opera è costata all'epoca circa 82 milioni di euro; poi, non riuscendo a generare profitto, è stata ceduta dalla società Veneta Traforo, del gruppo Fintecna, a una società costituita dagli enti locali a un importo di 17 milioni di euro. In seguito a successivi riassetti societari la gestione del traforo, e di tutta la strada provinciale, è attualmente curata dalla provincia attraverso la società ViAbilità. Negli ultimi anni i passaggi registrati attraverso il tunnel sono aumentati costantemente, al 2014 si sono conteggiati circa 1.700.000 transiti, oltre 2 milioni nel 2018, cifre confermate anche nel 2023 dopo l'inevitabile diminuzione di transiti registrati durante il periodo della pandemia covid.
L'infrastruttura ha consentito la diminuzione del tempo necessario a mettere in comunicazione i due centri abitati, ora non più di cinque minuti, ma in contropartita è stato previsto il pagamento del pedaggio, il quale può essere attualmente effettuato unicamente con qualsiasi carta di credito o debito su circuito Mastercard, Visa, FastPay, Viacard e Telepass. Non è possibile pagare in contanti.
Prima della sua apertura la principale via di collegamento fra i due comuni era il passo dello Zovo.
Non sono ammessi al transito: i veicoli che trasportano merci pericolose, i veicoli che trasportano esplosivi o prodotti facilmente infiammabili, i motocicli con cilindrata inferiore ai 124 cc, le motocarozzelle con cilindrata inferiore ai 249 cc, i veicoli di cilindrata uguale o inferiore a 50 cc o non in grado di raggiungere la velocità minima obbligatoria di 50 km/h, le biciclette e i pedoni.